# Cabaret du Néant
Il Cabaret du Néant (in italiano "Cabaret del Nulla") è stato uno storico caffè di Parigi tra gli ultimi anni dell'Ottocento e la prima metà del Novecento.
Fondato originariamente a Bruxelles, successivamente venne spostato a Parigi, promuovendo anche spettacoli a New York. Il Cabaret du Néant si trovava non lontano dal Cabaret de L'Enfer e dal Cabaret du Ciel, su Boulevard de Clichy, e rappresentava con questi un trio di locali a tema sull'aldilà tra i più noti presenti a Montmartre.

## Storia

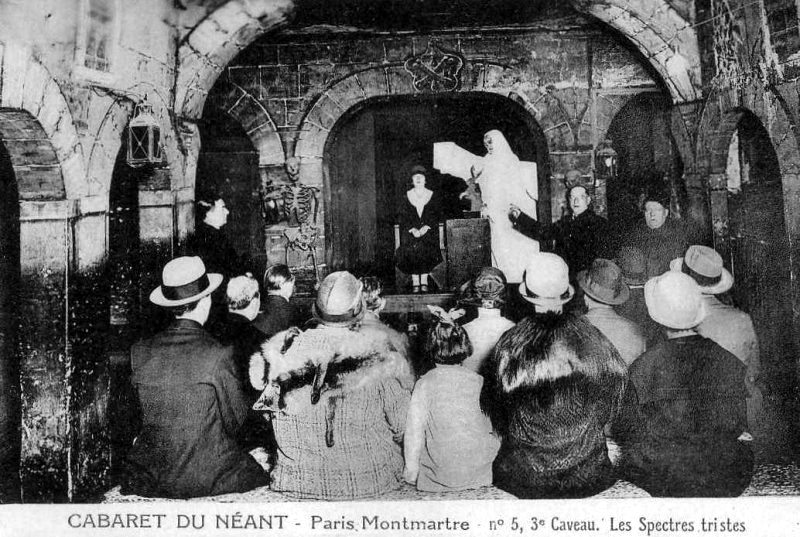
Il Cabaret du Néant, la volta del fantasma triste.

Il Cabaret du Néant fu uno dei primi pionieri dei moderni locali a tema; il suo tema era appunto quello della morte. Il ristorante originario venne fondato col nome di "Cabaret philosophique" a Bruxelles nel 1892, e poco dopo venne spostato al Boulevard Rochechouart di Parigi col nome di Cabaret de la Mort (Cabaret della Morte). Poco dopo la sua apertura, il cabaret venne rinominato in "Cabaret du Néant" dal momento che il "Néant" (nulla) era meno spaventoso sia per gli avventori che per i residenti del quartiere. Il cabaret venne spostato quindi al n. 34 di Boulevard de Clichy ed a questo indirizzo rimase sino alla sua chiusura. Nel 1896 il cabaret iniziò a sponsorizzare delle performances a New York, al Casino Chambers, sulla 39ª strada ed a Broadway.

## Tema

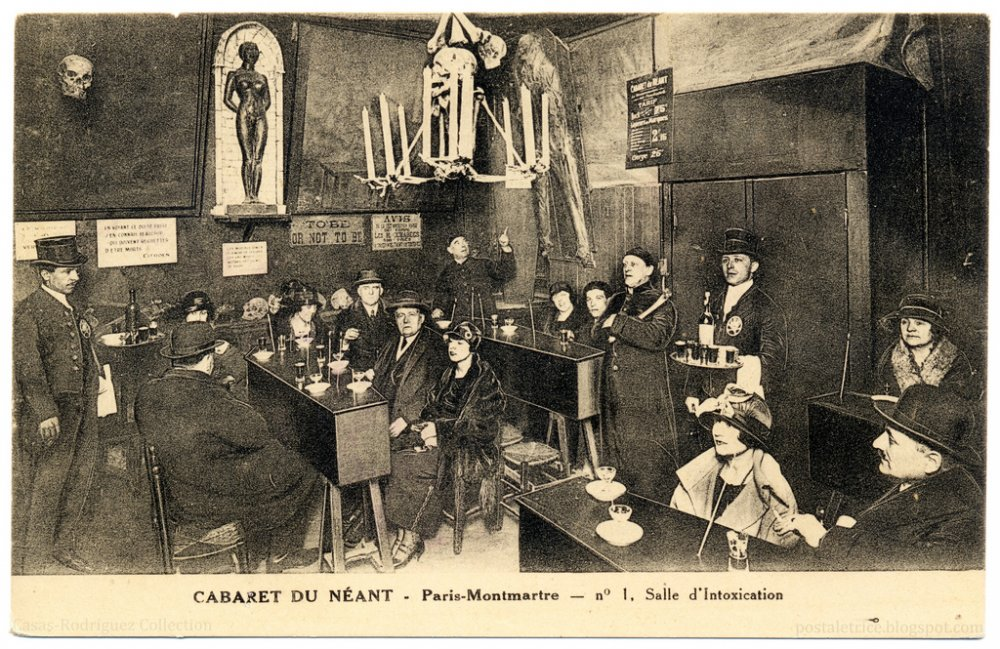
La Salle d'Intoxication (Sala d'Intossicazione) al Cabaret du Néant: si notino i tavoli a forma di bara ed i candelieri con ossa umane

All'interno del cabaret, gli avventori venivano condotti da un monaco che li portava nella sala comune dove i camerieri erano travestiti da becchini. Altri erano travestiti da scheletri. Una sala adiacente era riservata agli spettacoli di magia che spesso coinvolgevano anche il pubblico presente.
Venivano offerte "bières", una parola che rimanda sia alla birra che alla parola bara ("bier") in francese. Nella "Salle d'Intoxication" (Sala d'intossicazione), decorata con candelieri con ossa umane, si potevano bere alcolici in coppe a forma di cranio umano, su tavoli a forma di bara.
Le decorazioni interne erano in generale rappresentanti scheletri e ossa umane. Il genere di intrattenimenti presenti era spiccatamente gotico nello stile, un misto di sottile ironia accompagnata da paura. Il Cabaret du Néant era inoltre uno dei locali in cui era presente "una delle più originali e strabilianti rappresentazioni" del Fantasma di Pepper. La rivista Scientific American riportò l'esibizione a New York promossa dal cabaret come "[una] delle più interessanti performance basate sul principio del ben noto fantasma di Pepper".

## Illustrazioni di W. C. Morrow
Le seguenti illustrazioni di W. C. Morrow vennero pubblicate nel suo libro del 1899 dal titolo Bohemian Paris of To-day.

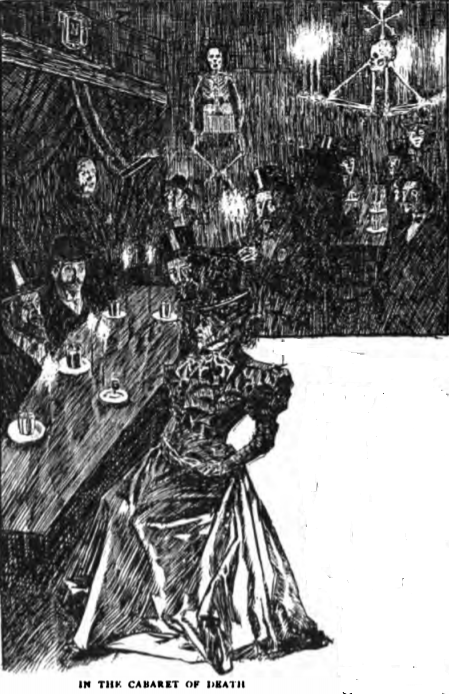
Cabaret du Néant, illustrazione di W. C. Morrow
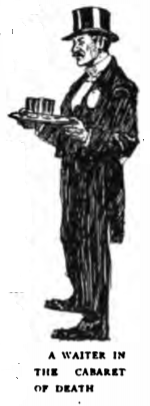
Cabaret du Néant, cameriere disegnato da by W. C. Morrow
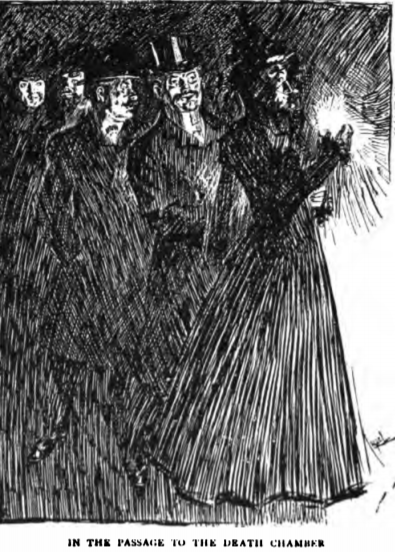
Cabaret du Néant, la camera della morte con illustrazioni di W. C. Morrow
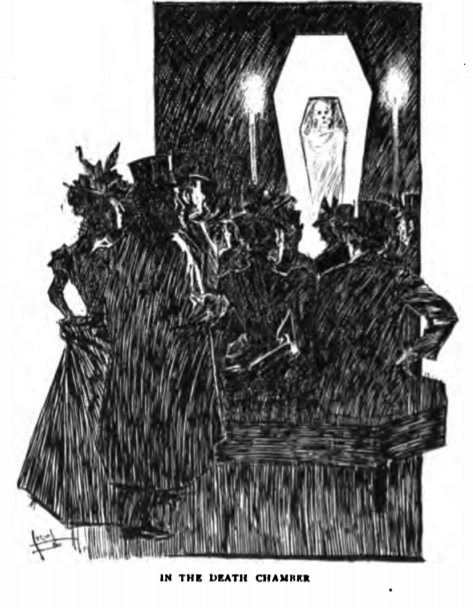
Cabaret du Néant, interno della camera della morte illustrata da W. C. Morrow